# Khamgaon
Khamgaon è una città dell'India di 88.670 abitanti, situata nel distretto di Buldhana, nello stato federato del Maharashtra. In base al numero di abitanti la città rientra nella classe II (da 50.000 a 99.999 persone).

## Geografia fisica
La città è situata a 20° 40' 60 N e 76° 34' 0 E e ha un'altitudine di 322 m s.l.m..

## Società

### Evoluzione demografica
Al censimento del 2001 la popolazione di Khamgaon assommava a 88.670 persone, delle quali 45.904 maschi e 42.766 femmine. I bambini di età inferiore o uguale ai sei anni assommavano a 11.951, dei quali 6.326 maschi e 5.625 femmine. Infine, coloro che erano in grado di saper almeno leggere e scrivere erano 67.552, dei quali 37.177 maschi e 30.375 femmine.